# Thiolate

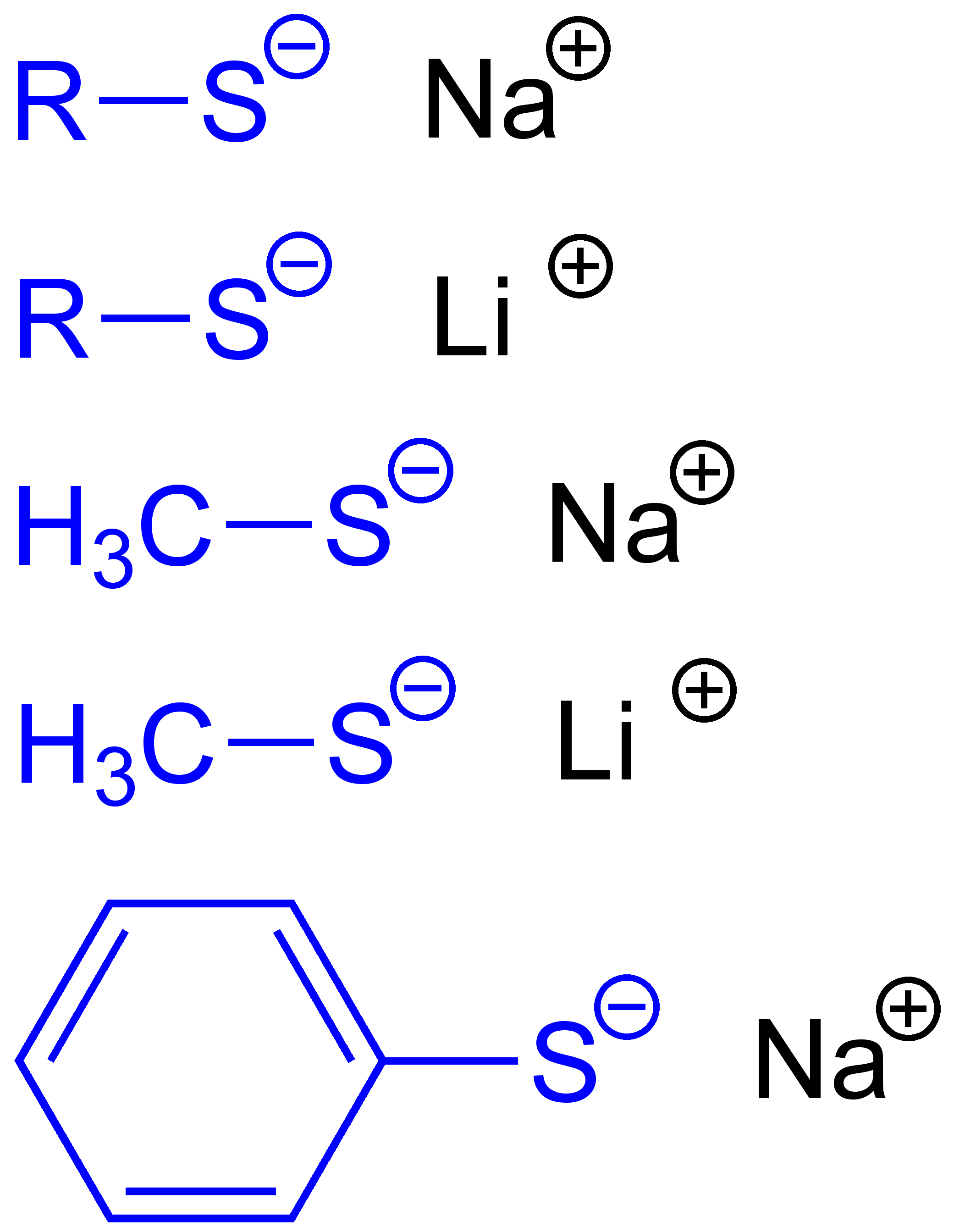
Exemples de thiolates. De haut en bas : formule générale des thiolates, un thiolate de lithium, un thiolate de sodium, thiométhylate de sodium, thiométhylate de lithium et thiophénolate de sodium. L'anion thiolate en bleu, R représente un substituant organique (alkyle, aryle, alcényle, alkylaryle, etc.).

Le terme thiolate (parfois mercaptide) désigne les anions issus de la déprotonation des thiols, c'est-à-dire la base conjuguée des thiols, mais aussi les sels (métalliques ou autres) de thiols. Les thiolates sont les équivalents soufrés des alcoolates. Leur formule générale est (RS)nM (R= substituant, S=soufre, M=cation métallique).

## Caractéristiques
Dans leur forme pure, les thiolates sont des solides hygroscopiques fortement basiques, l'humidité de l'air pouvant les faire fondre lentement. Ils sont plus résistants à l'eau que les alcoolates, étant en général des bases plus faibles que l'ion hydroxyde.
Les thiolates de plomb(II) et de mercure(II) sont peu solubles et comme d'autres complexes de métaux lourds des composés covalents.

## Synthèse
Les thiolates peuvent être obtenus par réaction entre un thiol et un métal alcalin. Ils peuvent aussi être obtenus par réaction entre une base forte (plus forte que le thiolate) et le thiol, par exemple l'amidure de sodium. Contrairement aux alcoolates, les thiolates peuvent être obtenus en solution aqueuse. Les ions hydroxydes étant des bases plus fortes que les ions thiolates, il est possible d'obtenir un thiolate par réaction entre un thiol et un hydroxyde alcalin. Par exemple, il est possible d'obtenir le thiophénolate de sodium par l'action de la soude sur le thiophénol :

## Réactions et utilisations
Les thiolates sont utilisés dans la synthèse de thioéthers (R-S-R), par une réaction similaire à la synthèse de Williamson (substitution nucléophile d'un halogénoalcane par un thiolate).